# Гриффис, Рода
Ро́да Гри́ффис (англ. Rhoda Griffis; 9 января 1965, Роли, Северная Каролина, США) — американская актриса, певица и каскадёр, с ролями второго плана в многочисленных телешоу и фильмах.

## Биография
Рода Гриффис родилась 9 января 1965 года в Роли (штат Северная Каролина, США). Рода окончила «University of North Carolina School of the Arts».
Рода начала свою карьеру в качестве театральной актрисы в 1972 году. Гриффис дебютировала в кино в 1991 году, сыграв роль секретарши в эпизоде «Многие вещи меняются» телесериала «В полуночной жаре». В 2012 году она сыграла роль регистрирующей женщины в фильме «Голодные игры». Всего сыграла в 97 фильмах и телесериалах. Также является каскадёром и певицей.